# U 602
U 602 war ein deutsches Unterseeboot des Typs VII C. Es wurde von der Kriegsmarine im Zweiten Weltkrieg während des U-Boot-Krieges im Nordatlantik und im Mittelmeer eingesetzt und ging im April 1943 im Mittelmeer verloren.

## Technische Daten
Die Kriegsmarine bezog die Hamburger Werft Blohm & Voss von Kriegsbeginn an in das U-Bootbauprogramm mit ein. Der sechste Bauauftrag für U-Boote an diese Werft erging am 22. Mai 1940 und umfasste zehn Boote des Typs VII C, U 599 bis U 610. Ein Boot dieses Typs hatte eine Länge von 67 m und unter Wasser eine Verdrängung von 865 m³. Es wurde über Wasser von zwei Dieselmotoren angetrieben, die eine Geschwindigkeit von 17 kn erreichten. Unter Wasser gewährleisteten zwei Elektromotoren eine Höchstgeschwindigkeit von 7 kn. Die Bewaffnung dieser U-Boot-Klasse – auch „Atlantikboot“ genannt – bestand bis 1944 aus einer 8,8-cm-Kanone und einer 2-cm-Flak an Deck sowie vier Bugtorpedorohren und einem Hecktorpedorohr.

## Kommandanten
Philipp Schüler wurde am 17. Oktober 1911 in Frankfurt am Main geboren und trat 1935 in die Kriegsmarine ein. Bis 1940 fuhr er unter anderem als Zugoffizier auf dem Schlachtschiff Gneisenau. Im Anschluss an seine U-Bootausbildung diente er als Wachoffizier auf U 100 und als Kommandant auf U 141. Am 29. Dezember 1941 übernahm er das Kommando auf U 602. Am 1. Februar 1942 wurde Schüler zum Kapitänleutnant befördert.

## Einsatzgeschichte
Das Boot war im Oktober 1942 in die Operationen von U-Bootgruppen eingebunden, die nach Maßgaben der von Karl Dönitz entwickelten Rudeltaktik im Nordatlantik nach alliierten Geleitzügen suchten.

### U-Bootgruppen Panther und Puma
Die U-Bootgruppe Panther wurde am 6. Oktober zusammengestellt, um ab dem 7. Oktober im Seegebiet südöstlich von Kap Farvel einen Suchstreifen zu bilden. Sie bestand aus 18 Booten und sollte alliierte Geleitzüge aufspüren, entdeckte aber keine feindlichen Schiffe. Einige U-Boote dieser Gruppe wurden einige Tage später anderen U-Bootgruppen zugeteilt. U 620, das nun der U-Bootgruppe Leopard angehörte, entdeckte am 12. Oktober den Geleitzug ONS 136. U 353 wurde am 16. Oktober beim Angriff der U-Bootgruppe Wotan auf den Geleitzug SC 104 versenkt.
Die Umgruppierung der sich im Nordatlantik befindlichen U-Boote und die Zusammenstellung und Positionierung der so entstandenen drei neuen U-Bootgruppen Panther, Wotan und Leopard war aus Sicht der U-Bootführung hinsichtlich des Aufspürens von Geleitzügen sehr erfolgreich. Dieser Erfolg geht ursächlich auf die Entschlüsselung des alliierten Funkverkehrs durch den deutschen B-Dienst zurück. Die meisten der restlichen Boote der U-Bootgruppe Panther wurden ab dem 16. Oktober umpositioniert und in der U-Bootgruppe Puma zusammengefasst. Das beschädigte Boot U 441 musste die Unternehmung abbrechen und wurde durch U 436 ersetzt. Am 22. Oktober 1942 entdeckte U 443 unter Konstantin von Puttkamer den Geleitzug ON 139. Puttkamer ließ eine Meldung absetzen und entschied sich zum sofortigen Angriff, denn eine aktuelle Entscheidung Dönitz’ besagte, dass ein Geleitzug, der schneller als 11 kn lief, entgegen der Prinzipien der Rudeltaktik sofort attackiert werden dürfe. Puttkamer versenkte zwei Schiffe; weitere Boote der U-Bootgruppe Puma erreichten den Geleitzug nicht. Puma wurde gegen Ende Oktober aufgelöst.

### Einsatz im Nordatlantik
Im November 1942 patrouillierte U 602 im Nordatlantik, hatte aber bis kurz vor Ende dieser Unternehmung keinerlei Feindkontakt. U 603, das sich auf seiner ersten Unternehmung befand, war bereits auf Kurs nach Frankreich, als sein Kommandant Hans-Joachim Bertelsmann am 4. Dezember einen Geleitzug entdeckte, der sich auf den Weg nach Gibraltar befand. Die Peilzeichen des Bootes führten vier weitere U-Boote heran: U 175, U 214, U 432 und U 602. Die Angriffe von U 603 verliefen erfolglos, und das Boot nahm deshalb nicht an weiteren Attacken teil, sondern lief auf schnellstem Wege nach Brest. Die Angriffe der herangeeilten U-Boote auf den Konvoi wurden wegen dessen starker Luftsicherung am 6. Dezember abgebrochen.

### Einsatz im Mittelmeer

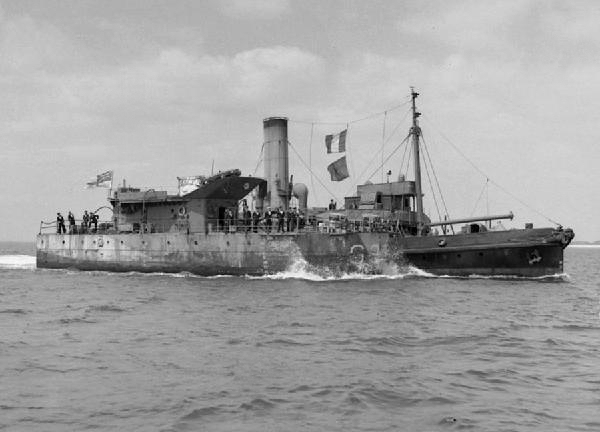
Heck der Porcupine auf dem Rückweg nach Großbritannien

Im Herbst 1942 gingen mehrere U-Boote der im Mittelmeer stationierten U-Boot-Flottillen in Gefechten gegen die bei der Operation Torch eingesetzten alliierten Luft- und Seestreitkräfte verloren. Die deutsche U-Bootführung entschied, vier der zu diesem Zeitpunkt im Atlantik patrouillierenden U-Boote abzuziehen und ins Mittelmeer zu entsenden. Neben U 602 waren dies U 443, U 301 und U 258. U 602 passierte am 8. Dezember 1942 bei einem sogenannten „Gibraltar-Durchbruch“ die Straße von Gibraltar, die von britischen Seekräften stark bewacht war, und gelangte ins Mittelmeer. Dort gelang Schüler am folgenden Tag seine einzige Versenkung, als er den britischen Zerstörer HMS Porcupine torpedierte. Der Zerstörer konnte zwar noch Gibraltar erreichen, wurde dort aber nicht mehr repariert. Er wurde zerschnitten und beide Rumpfteile, vorderer und hinterer, wurden schwimmfähig gemacht und nach Dartmouth überführt. Dort dienten sie bis zum Kriegsende unter den Spitznamen Pork und Pine als Hafenschiffe.

## Versenkung
Am 11. April 1943 lief U 602 aus Toulon zu einer Feindfahrt im westlichen Mittelmeer aus. Der letzte Funkspruch des Boots wurde am 19. April um 23:10 Uhr abgesetzt. Das Boot fuhr zu diesem Zeitpunkt mit südlichem Kurs auf die westliche algerische Küste zu. Vier Tage später meldete sich das Boot nach Aufforderung nicht mehr. Die Eintragungen des FdU-Mittelmeer ergaben durch Mitkopplung des Kurses, dass sich U 602 zu diesem Zeitpunkt im Seegebiet vor Oran oder Algier befunden haben könnte. Es wird angenommen, dass U 602 ohne direkte Feindeinwirkung gesunken ist – ursächlich könnte menschliches oder technisches Versagen, ein Minentreffer oder eine Tauchpanne sein. Seit dem 23. April 1943 gilt das Boot mit der gesamten Besatzung von 48 Mann als verschollen.
Ursprünglich wurde die Versenkung des Boots einem britischen Hudson Bomber des 500. Geschwaders der Royal Air Force zugeschrieben, der am 23. April im Seegebiet vor Oran ein U-Boot trotz Gegenfeuer mit vier Wasserbomben attackierte und dabei selbst abgeschossen wurde. Der Pilot der Hudson starb bei diesem Angriff und die Besatzung konnte sich mit Fallschirmen retten. Inzwischen gilt als gesichert, dass dieser Angriff U 453 gegolten hatte, das dabei allerdings nicht beschädigt worden war. Der Verbleib von U 602 bleibt ungeklärt.